# Абалон (гра)
Абалон (англ. Abalone, де префікс «ab» означає ніколи, «alone» — перекладається як один) — настільна стратегічна гра для двох гравців, придумана Мішелем Лалі (фр. Michel Lalet) і Лораном Леві (фр. Laurent Lévi) у 1988 році під назвою Суміто. У грі використовуються кульки різних кольорів (по 14 куль кожного кольору) та ігрове поле. Метою гри є виштовхування шести куль суперника за межі поля.

## Правила гри

### Підготовка
Ігрове поле складається з 61 лунок, розташованих у вигляді шестикутника зі стороною 5 лунок. Кожен гравець має по 14 кульок розташованих на дошці у первісній позиції, як показано на малюнку 1. Гравці по черзі ходять, причому ходити починає гравець, який має чорні (темні) кульки.

### Хід гри
Існує два типи ходів:
- переміщення
- суміто (виштовхування шашок супротивника)

### Переміщення
Кожна куля може переміщатися на одну сусідню лунку в будь-якому з шести напрямків. Також можна переміщати 2 або 3 кулі одночасно:
- 1 куля може бути переміщена на сусідню лунку;
- 2 або 3 кулі, з'єднаних одна з одною і які знаходяться на одній лінії можуть бути переміщені як група. Всі кулі в групі повинні переміщатися разом в одному напрямку.

Існує два типи переміщення:
- переміщення по лінії: кулі переміщуються разом по одній лінії в напрямку вільної лунки.
- Фронтальне переміщення: всі кулі переміщаються на одну сусідню лунку не змінюючи свого положення відносно один одного.

### Суміто (виштовування)
Кулі суперника можна виштовхнути коли у Вас є чисельна перевага в кулях. Суміто неможливе, якщо число переміщуваних і виштовханих куль однакове. Суміто можливе, якщо переміщення відбувається по лінії і якщо за виштовхуваними кулями знаходиться порожня лунка або край ігрового поля.

### Видалення куль
Куля видаляється з ігрового поля якщо вона була виштовхана з поля в результаті суміто.

### Умови перемоги
Гравець, який першим виштовхне з ігрового поля 6 куль суперника стає переможцем гри.

### Обмеження за часом
Можливо встановлювати ліміт часу на гру, наприклад 10 або 15 хвилин для кожного гравця. Турніри та змагання завжди проводяться з обмеженням часу гри.